# Південний Гларус
Південний Гларус (нім. Glarus Süd) — громада  в Швейцарії в кантоні Гларус.

## Географія
Громада розташована на відстані близько 125 км на схід від Берна, 5 км на південь від Гларуса.
Південний Гларус має площу 430 км², з яких на 1,6% дозволяється будівництво (житлове та будівництво доріг), 28,8% використовуються в сільськогосподарських цілях, 27% зайнято лісами, 42,6% не є продуктивними (річки, льодовики або гори).

## Демографія
2019 року в громаді мешкало 9453 особи (-3,7% порівняно з 2010 роком), іноземців було 17,5%. Густота населення становила 22 осіб/км².
За віковим діапазоном населення розподілялося таким чином: 16,2% — особи молодші 20 років, 58,2% — особи у віці 20—64 років, 25,7% — особи у віці 65 років та старші. Було 4374 помешкань (у середньому 2,1 особи в помешканні).
Із загальної кількості 4820 працюючих 456 було зайнятих в первинному секторі, 2098 — в обробній промисловості, 2266 — в галузі послуг.